# Salttömygga
Salttömygga, Aedes punctodes är en tvåvingeart som beskrevs av Dyar 1922. Aedes punctodes ingår i släktet Aedes och familjen stickmyggor.
Artens utbredningsområde är Alaska. Arten är reproducerande i Sverige. Inga underarter finns listade i Catalogue of Life.